# Dargida procinctus
Dargida procinctus är en fjärilsart som beskrevs av Augustus Radcliffe Grote 1873. Dargida procinctus ingår i släktet Dargida och familjen nattflyn. Inga underarter finns listade i Catalogue of Life.